# Heusden Koers 1989
De 41e editie van de Belgische wielerwedstrijd Heusden Koers werd verreden op 15 augustus 1989. De start en finish vonden plaats in Heusden. De winnaar was Sammie Moreels, gevolgd door Marc Dierickx en Henri Dorgelo.

## Uitslag
| Heusden Koers 1989 |                |                                  |       |
| Plaats             | Naam           | Ploeg                            | Tijd  |
| Winnaar            | Sammie Moreels | Lotto                            | 4u45' |
| 2                  | Marc Dierickx  | Domex-Weinmann                   | z.t.  |
| 3                  | Henri Dorgelo  | ADR-W-Cup-Bottecchia-Coors Light | z.t.  |

1929 · 1930-1935 · 1936 · 1937 · 1938 · 1939 · 1952 · 1953 · 1954 · 1955 · 1956 · 1957 · 1958 · 1959 · 1960 · 1961 · 1962 · 1963 · 1964 · 1965 · 1966 · 1967 · 1968 · 1969 · 1970 · 1971 · 1972 · 1973 · 1974 · 1975 · 1976 · 1977 · 1978 · 1979 · 1980 · 1981 · 1982 · 1983 · 1984 · 1985 · 1986 · 1987 · 1988 · 1989 · 1990 · 1991 · 1992 · 1993 · 1994 · 1995 · 1996 · 1997 · 1998 · 1999 · 2000 · 2001 · 2002 · 2003 · 2004 · 2005 · 2006 · 2007 · 2008 · 2009 · 2010 · 2011 · 2012 · 2013 · 2014 · 2015 · 2016 · 2017 · 2018 · 2019 · 2020 · 2021 · 2022 · 2023